# Haemodipsus lyriocephalus
Haemodipsus lyriocephalus är en insektsart som först beskrevs av Hermann Burmeister 1839.  Haemodipsus lyriocephalus ingår i släktet Haemodipsus och familjen ledlöss. Inga underarter finns listade i Catalogue of Life.